# Arithmetik

Symbole der vier Grundrechenarten: Addition, Subtraktion, Multiplikation und Division

Die Arithmetik (von griechisch ἀριθμός arithmós, „Zahl“, davon abgeleitet das Adjektiv ἀριθμητικός arithmētikós, „zum Zählen oder Rechnen gehörig“) ist ein grundlegendes Teilgebiet der Mathematik. Sie umfasst das Rechnen mit den Zahlen, vor allem den natürlichen Zahlen. Sie beschäftigt sich mit den Grundrechenarten, also mit der Addition (Zusammenzählen), Subtraktion (Abziehen), Multiplikation (Vervielfachen), Division (Teilen) sowie den zugehörigen Rechengesetzen (mathematische Operatoren bzw. Kalküle). Zur Arithmetik gehört auch die Teilbarkeitslehre mit den Gesetzen der Teilbarkeit ganzer Zahlen sowie der Division mit Rest. Die Arithmetik kann als Teil der Algebra verstanden werden, etwa als „Lehre von den algebraischen Eigenschaften der Zahlen“. Die Arithmetik leitet zur Zahlentheorie über, die sich im weitesten Sinn mit den Eigenschaften der Zahlen beschäftigt. Die Arithmetik ist ein Kalkül.

## Geschichte
Als Wissenschaft wurde die Arithmetik im antiken Griechenland begründet. Aus der vorgriechischen Zeit sind zum Beispiel von den Ägyptern und den Babyloniern lediglich empirische Regeln zur Lösung von Aufgaben aus dem praktischen Leben überliefert. Für die Pythagoreer machten die natürlichen Zahlen das Wesen der Dinge aus. In den Büchern VII-X von Euklids Elementen wurden die damals bekannten arithmetischen/algebraischen/zahlentheoretischen Ergebnisse erstmals zusammenfassend dargestellt. Vor allem nach dem Fall von Toledo (1085) gelangte die von den Arabern gesammelte griechische Mathematik, bereichert um die von den Indern eingeführte Zahl Null und das mit dieser Ergänzung voll entwickelte Dezimalsystem, zurück ins Abendland. In der Renaissance fand eine Wiederbelebung der griechischen Mathematik statt.
Auf dieser Basis wurde die Arithmetik im 16. und 17. Jahrhundert vor allem durch die Einführung einer zweckmäßigen Zeichensprache für Zahlen und Operationen weiterentwickelt. Damit wurden Zusammenhänge, die bei verbaler Wiedergabe sehr undurchsichtig wirken, mit einem Blick überschaubar. François Viète (Vieta, 1540–1603) unterteilte die damals „Logistik“ genannte Rechenkunst in eine logistica numerosa, in unserem Sinne die Arithmetik, und eine logistica speciosa, aus der sich die Algebra entwickelte. Er benutzte für Zahlengrößen Buchstaben und als Operationszeichen + für die Addition, – für die Subtraktion und den Bruchstrich (/) für die Division. William Oughtred (1574–1660) benutzte × als Zeichen der Multiplikation, das er aber auch gelegentlich wegließ. Der heute übliche Multiplikationspunkt (·) geht auf Gottfried Wilhelm Leibniz (1646–1716) zurück. John Johnson benutzte seit 1663 den heute üblichen Doppelpunkt (:) für die Division. Thomas Harriot (1560–1621) verwendete die heute üblichen Zeichen für „größer als“ (>) und „kleiner als“ (<) sowie kleine Buchstaben als Variablen für Zahlen. Robert Recorde (1510–1558) führte das Gleichheitszeichen (=) ein. Von René Descartes (1596–1650) stammte die Schreibweise für Quadrate. Leibniz nahm mit dem Versuch einer axiomatischen Begründung des Rechnens mit natürlichen Zahlen Gedanken der modernen mathematischen Grundlagenforschung vorweg.
Carl Friedrich Gauß (1777–1855) wird häufig mit der folgenden Aussage zitiert: „Die Mathematik ist die Königin der Wissenschaften, und die Arithmetik ist die Königin der Mathematik.“ – Diese Wortschöpfung lässt die Liebe zur Zahlentheorie bei C. F. Gauß erkennen und zeigt, wie sehr Mathematiker und Mathematikerinnen sich dieser Teildisziplin verschreiben können. Wie Gauß selber in der Vorrede seiner berühmten Untersuchungen über höhere Arithmetik (siehe Literatur) bemerkte, gehören die Theorie der Kreisteilung oder der regulären Polygone, welche im siebenten Abschnitt behandelt wird, zwar an und für sich nicht in die Arithmetik; doch müssen ihre Prinzipien einzig und allein aus der höheren Arithmetik geschöpft werden. Da sich die heutige Zahlentheorie weit darüber hinaus entwickelt hat, wird lediglich die elementare Zahlentheorie auch als arithmetische Zahlentheorie (= höhere Arithmetik nach Gauß) bezeichnet. Die Bezeichnung „Arithmetik“ (elementare Arithmetik nach Gauß) im eigentlichen Sinne ist zur Hauptsache dem Rechnen vorbehalten.
Leopold Kronecker (1823–1891) wird der Ausspruch zugeschrieben: „Die ganzen Zahlen hat der liebe Gott gemacht, alles andere ist Menschenwerk.“

## Inhalte
1. Natürliche Zahlen und ihre Schreibweise
Stichworte: Kardinalzahl, Ordinalzahl, 0 oder 1 als kleinste natürliche Zahl, natürliche Zahl, Peano-Axiome, Dezimalsystem, Stellenwertsystem, Zahlschriften, Zahlzeichen. Die Frage nach der Grundlegung der natürlichen Zahlen führt in die Grundlagen der Mathematik, insbesondere die Mengenlehre.
2. Die vier Grundrechenarten und Vergleiche von Zahlen
Stichworte: Abgeschlossenheit bezüglich der jeweiligen Grundrechenart, Kommutativgesetz, Assoziativgesetz, neutrales Element, inverses Element, Umkehroperation, Distributivgesetz, Vergleich. Verallgemeinerung und Abstraktion führen in die Algebra.
3. Zahlbereichserweiterungen
Stichworte: Die Zahl Null (0) (falls nicht schon als kleinste natürliche Zahl eingeführt), ganze Zahlen, Gegenzahl, Betrag einer Zahl, Vorzeichen einer Zahl, Bruchzahl, Kehrwert, rationale Zahl, Mächtigkeit der Zahlenmengen. Verallgemeinerung und Abstraktion führen in die Algebra. Zahlenmengen wie zum Beispiel die reellen Zahlen, die komplexen Zahlen oder die Quaternionen gehören nicht mehr zur Arithmetik.
4. Teiler und Teilbarkeit
Stichworte: Teiler, Teilbarkeit, Teilbarkeitssätze, größter gemeinsamer Teiler (ggT), kleinstes gemeinsames Vielfaches (kgV), Euklidischer Algorithmus, Primzahl, Sieb des Eratosthenes, Primzahlsieb von Sundaram, Primfaktorzerlegung, Fundamentalsatz der Arithmetik, Mächtigkeit der Menge der Primzahlen. Verallgemeinerung und Abstraktion führen in die Zahlentheorie.